# Haroldo (1896–1955)
Haroldo Pereira Domingues (ur. 18 marca 1896, zm. 13 września 1955) – brazylijski piłkarz znany jako Haroldo lub Haroldo Domingues, napastnik. Działał także jako trener.
Urodzony w Rio de Janeiro Haroldo karierę piłkarską rozpoczął w 1913 roku w klubie America Rio de Janeiro, z którym dwukrotnie zdobył mistrzostwo stanu Rio de Janeiro – w 1913 i 1916. Od 1917 do 1922 był piłkarzem klubu Santos FC.
Jako piłkarz klubu Santos FC wziął udział w turnieju Copa América 1917, gdzie Brazylia zajęła trzecie miejsce. Haroldo zagrał tylko w meczu z Chile, w którym zdobył 2 bramki.
Wciąż będąc graczem Santosu wziął udział w turnieju Copa América 1919, gdzie Brazylia zdobyła mistrzostwo Ameryki Południowej. Haroldo pełnił rolę nie tylko piłkarza, ale także trenera reprezentacji. Jako grający trener wystąpił tylko w jednym meczu – z Chile, w którym zdobył bramkę.
W reprezentacji Brazylii w latach 1917-1919 rozegrał 4 mecze i zdobył 4 bramki.